# Magic Slim
Morris Holt, mais conhecido como Magic Slim (Grenada,  7 de agosto de 1937 — Filadelfia, 21 de fevereiro de 2013) foi um cantor de blues e guitarrista norte-americano.

## Biografia
Nascido em 1937, cresceu nos campos de algodão a beira do rio Mississippi e se iniciou musicalmente tocando piano, instrumento que abandonou após perder um de seus dedos em um acidente com uma máquina de colheita. Adotou então a guitarra como instrumento favorito. Aos 18 anos, foi para Chicago pela primeira vez, onde conheceu Magic Sam, o responsável por seu apelido. Sam ofereceu a Slim uma vaga de baixista no seu grupo.
Contemporâneo de nomes como Muddy Waters e Howlin' Wolf, suas primeiras gravações datam da década de 1960, tendo lançado mais de trinta álbuns durante sua carreira. Era um representante da vertente mais enérgica do blues, na proximidade com o rock.
| “ | Se quer tocar blues, toque. Se não o sente, deixe-o, porque não se pode tocar o que não se sente. | ” |

O seu último álbum, um disco de versões intitulado Bad Boy, foi lançado em 2012. Segundo a publicação americana Billboard, um dos seus grandes admiradores era Eddie Vedder do grupo rock Pearl Jam.
O grupo Magic Slim and the Teardrops apresentava blues elétrico no estilo de Chicago e era assíduo no circuito de festivais de música. Eram muitas vezes descritos como a “última verdadeira banda blues de Chicago.”
Magic Slim morreu aos 75 anos em um hospital da Filadélfia. Tinha vários problemas de saúde acumulados – doenças pulmonares, no coração e rins.